# Дискография Кармен Макрей
Дискография американской певицы и пианистки Кармен Макрей включает в себя двадцать девять студийных альбомов, двадцать шесть концертных альбомов и двадцать пять сборников.

## Альбомы

### Студийные альбомы
| Название                                                       | Детали                                                     | Позиции в чартах | Позиции в чартах | Позиции в чартах |
| Название                                                       | Детали                                                     | США Pop          | США Jazz         | США R&B          |
| -------------------------------------------------------------- | ---------------------------------------------------------- | ---------------- | ---------------- | ---------------- |
| A Foggy Day with Carmen McRae (совместно с Айви Андерсон)      | - Релиз: 1953 - Лейбл: Stardust                            | —                | —                | —                |
| Carmen McRae                                                   | - Релиз: 23 марта 1955 - Лейбл: Bethlehem Records          | —                | —                | —                |
| By Special Request                                             | - Релиз: 1956 - Лейбл: Decca Records                       | —                | —                | —                |
| Torchy!                                                        | - Релиз: 1956 - Лейбл: Decca Records                       | —                | —                | —                |
| Blue Moon                                                      | - Релиз: 1956 - Лейбл: Decca Records                       | —                | —                | —                |
| Boy Meets Girl (совместно с Сэмми Дэвисом)                     | - Релиз: 12 августа 1957 - Лейбл: Decca Records            | —                | —                | —                |
| After Glow                                                     | - Релиз: 1957 - Лейбл: Decca Records                       | —                | —                | —                |
| Mad About the Man                                              | - Релиз: 1958 - Лейбл: Decca Records                       | —                | —                | —                |
| Carmen for Cool Ones                                           | - Релиз: 1958 - Лейбл: Decca Records                       | —                | —                | —                |
| Birds of a Feather                                             | - Релиз: 1958 - Лейбл: Decca Records                       | —                | —                | —                |
| Porgy and Bess (совместно с Сэмми Дэвисом)                     | - Релиз: 23 марта 1959 - Лейбл: Decca Records              | —                | —                | —                |
| Book of Ballads                                                | - Релиз: январь 1959 - Лейбл: Kapp Records                 | —                | —                | —                |
| When You’re Away                                               | - Релиз: 1959 - Лейбл: Kapp Records                        | —                | —                | —                |
| Something to Swing About                                       | - Релиз: январь 1960 - Лейбл: Kapp Records                 | —                | —                | —                |
| Tonight Only! (совместно с Дейвом Брубеком)                    | - Релиз: 1961 - Лейбл: Columbia Records                    | —                | —                | —                |
| Carmen McRae Sings Lover Man and Other Billie Holiday Classics | - Релиз: 1962 - Лейбл: Columbia Records                    | —                | —                | —                |
| Something Wonderful                                            | - Релиз: 1963 - Лейбл: Columbia Records                    | —                | —                | —                |
| Bittersweet                                                    | - Релиз: 1964 - Лейбл: Focus Records                       | —                | —                | —                |
| Second to None                                                 | - Релиз: ноябрь 1964 - Лейбл: Mainstream Records           | —                | —                | —                |
| Haven’t We Met?                                                | - Релиз: март 1965 - Лейбл: Mainstream Records             | —                | —                | —                |
| Alfie                                                          | - Релиз: август 1966 - Лейбл: Mainstream Records           | 150              | —                | —                |
| For Once in My Life                                            | - Релиз: июль 1967 - Лейбл: Atlantic Records               | —                | —                | —                |
| Portrait of Carmen                                             | - Релиз: январь 1968 - Лейбл: Atlantic Records             | —                | —                | —                |
| The Sound of Silence                                           | - Релиз: 1968 - Лейбл: Atlantic Records                    | —                | 17               | —                |
| Just a Little Lovin’                                           | - Релиз: 1970 - Лейбл: Atlantic Records                    | —                | —                | —                |
| Carmen                                                         | - Релиз: 1972 - Лейбл: Temponic Records                    | —                | —                | —                |
| It Takes a Whole Lot of Human Feeling                          | - Релиз: 1973 - Лейбл: Groove Merchant                     | —                | —                | —                |
| Ms. Jazz                                                       | - Релиз: 1974 - Лейбл: Groove Merchant                     | —                | —                | —                |
| I Am Music                                                     | - Релиз: 1975 - Лейбл: Blue Note Records                   | —                | 22               | 56               |
| November Girl                                                  | - Релиз: 1975 (Великобритания) - Лейбл: Black Lion Records | —                | —                | —                |
| Can’t Hide Love                                                | - Релиз: 1976 - Лейбл: Blue Note Records                   | —                | —                | —                |
| I’m Coming Home Again                                          | - Релиз: 1980 - Лейбл: Buddah Records                      | —                | 29               | —                |
| Two for the Road (совместно с Джорджем Ширингом)               | - Релиз: 1980 - Лейбл: Concord Records                     | —                | 45               | —                |
| Heat Wave (совместно с Колом Чейдером)                         | - Релиз: 1982 - Лейбл: Concord Jazz                        | —                | 25               | —                |
| You’re Lookin’ at Me (A Collection of Nat King Cole Songs)     | - Релиз: 1984 - Лейбл: Concord Records                     | —                | —                | —                |
| Any Old Time                                                   | - Релиз: ноябрь 1986 - Лейбл: Denon Records                | —                | —                | —                |
| Carmen Sings Monk                                              | - Релиз: 1990 - Лейбл: Novus Records                       | —                | 5                | —                |
| Sarah: Dedicated to You                                        | - Релиз: 1991 - Лейбл: Novus Records                       | —                | 3                | —                |
| Dream of Life                                                  | - Релиз: 29 сентября 1998 - Лейбл: Qwest Records           | —                | —                | —                |
| Символ «—» означает, что альбом не попал в чарт.               |                                                            |                  |                  |                  |

### Концертные альбомы
| Название                                                         | Детали                                              | Позиции в чартах |
| Название                                                         | Детали                                              | США Jazz         |
| ---------------------------------------------------------------- | --------------------------------------------------- | ---------------- |
| Carmen McRae in London                                           | - Релиз: октябрь 1961 - Лейбл: Ember Records        | —                |
| Take Five Live (совместно с Дейвом Брубеком)                     | - Релиз: 1962 - Лейбл: Columbia Records             | —                |
| Live at Sugar Hill                                               | - Релиз: 1963 - Лейбл: Time Records                 | —                |
| Woman Talk                                                       | - Релиз: 1966 - Лейбл: Mainstream Records           | —                |
| "Live" & Wailing                                                 | - Релиз: 1968 - Лейбл: Mainstream Records           | —                |
| Carmen McRae                                                     | - Релиз: 1971 - Лейбл: Mainstream Records           | —                |
| The Great American Songbook                                      | - Релиз: июнь 1972 - Лейбл: Atlantic Records        | —                |
| Alive!                                                           | - Релиз: 1973 - Лейбл: Mainstream Records           | —                |
| As Time Goes By: Live at the Dug                                 | - Релиз: 10 мая 1974 (Япония) - Лейбл: Victor       | —                |
| Live and Doin’ It                                                | - Релиз: 1974 - Лейбл: Mainstream Records           | —                |
| Live at Century Plaza                                            | - Релиз: 1975 (Япония) - Лейбл: Atlantic Records    | —                |
| At the Great American Music Hall                                 | - Релиз: 1977 - Лейбл: Blue Note Records            | —                |
| Ronnie Scott’s Presents Carmen McRae ’Live’                      | - Релиз: 1977 (Великобритания) - Лейбл: Pye Records | —                |
| Jazz Gala 79                                                     | - Релиз: 1979 (Франция) - Лейбл: America Records    | —                |
| Recorded Live at Bubba’s                                         | - Релиз: 1981 - Лейбл: Who’s Who in Jazz            | —                |
| The Carmen McRae — Betty Carter Duets (совместно с Бетти Картер) | - Релиз: 1987 - Лейбл: American Music Hall Records  | 15               |
| Fine and Mellow: Live at Birdland West                           | - Релиз: 1988 - Лейбл: Concord Records              | —                |
| New York State of Mind                                           | - Релиз: 21 мая 1992 (Япония) - Лейбл: Victor       | —                |
| Everything Happens to Me                                         | - Релиз: 1994 - Лейбл: Jazz Hour                    | —                |
| Carmen McRae & Her Trio Live                                     | - Релиз: 1995 - Лейбл: Jazz Door                    | —                |
| For Lady Day (в двух частях)                                     | - Релиз: 1995 - Лейбл: Novus Records                | 17               |
| Jazz Masters                                                     | - Релиз: 1997 - Лейбл: e.f.s.a. collection          | —                |
| Live in Tokyo                                                    | - Релиз: 1999 - Лейбл: Absord Music Japan           | —                |
| Live at Umbria Jazz                                              | - Релиз: 2001 - Лейбл: EGEA                         | —                |
| At Ratso’s (в двух частях)                                       | - Релиз: 2002 - Лейбл: Hitchcock Media Records      | —                |
| Marian McPartland’s Piano Jazz with Guest Carmen McRae           | - Релиз: 2002 - Лейбл: The Jazz Alliance            | —                |
| Символ «—» означает, что альбом не попал в чарт.                 |                                                     |                  |

### Сборники
| Название                                                                                               | Детали                                             |
| --- | -------------------------------------------------- |
| Bethlehem’s Girl Friends (совместно с Крис Коннор и Джули Лондон)                                      | - Релиз: 1956 - Лейбл: Bethlehem Records           |
| My Foolish Heart                                                                                       | - Релиз: 1958 - Лейбл: Vocalion                    |
| Nina Simone and Her Friends an Intimate Variety of Vocal Charm (совместно с Ниной Симон и Крис Коннор) | - Релиз: 1959 - Лейбл: Bethlehem Records           |
| This Is Carmen McRae                                                                                   | - Релиз: 1967 - Лейбл: Kapp Records                |
| Carmen’s Gold                                                                                          | - Релиз: 1971 - Лейбл: Mainstream Records          |
| The Best of Carmen McRae                                                                               | - Релиз: 1971 (Япония) - Лейбл: Mainstream Records |
| I Want You                                                                                             | - Релиз: 1972 - Лейбл: Mainstream Records          |
| Here to Stay                                                                                           | - Релиз: MCA Coral - Лейбл: 1973                   |
| Velvet Soul                                                                                            | - Релиз: 1975 - Лейбл: Groove Merchant             |
| The Greatest of Carmen McRae                                                                           | - Релиз: MCA Records - Лейбл: 1977                 |
| The Ultimate Carmen McRae                                                                              | - Релиз: 1991 - Лейбл: Mainstream Records          |
| Black Magic 'Live'                                                                                     | - Релиз: 1992 - Лейбл: Jazz Hour                   |
| Here to Stay                                                                                           | - Релиз: 1992 - Лейбл: Decca Jazz                  |
| Song Time (совместно с трио Нормана Симмонса)                                                          | - Релиз: 1993 - Лейбл: Hindsight Jazz              |
| Carmen McRae Sings Great American Songwriters                                                          | - Релиз: 1993 - Лейбл: GRP, MCA Records            |
| The Best of Carmen McRae                                                                               | - Релиз: 1995 - Лейбл: Blue Note Records           |
| I’ll Be Seeing You                                                                                     | - Релиз: 20 июня 1995 - Лейбл: GRP, MCA Records    |
| Priceless Jazz Collection                                                                              | - Релиз: 1998 - Лейбл: GRP                         |
| Ballad Essentials                                                                                      | - Релиз: 26 октября 1999 - Лейбл: Concord Jazz     |
| Carmen McRae’s Finest Hour                                                                             | - Релиз: 12 сентября 2000 - Лейбл: Verve Records   |
| Ralph Gleason’s Jazz Casual: Mel Tormé & Carmen McRae (совместно с Мелом Торме)                        | - Релиз: 2001 - Лейбл: Koch Jazz                   |
| Diva                                                                                                   | - Релиз: 20 мая 2003 - Лейбл: Verve Records        |
| 20th Century Masters — The Millennium Collection: The Best of Carmen McRae                             | - Релиз: 2004 - Лейбл: Verve Records               |
| Carmen McRae for Lovers                                                                                | - Релиз: 2006 - Лейбл: Verve Records               |
| Standards                                                                                              | - Релиз: 2010 - Лейбл: Verve Records               |

## Прочие появления
| Название                                      | Детали                                      | Примечания |
| --------------------------------------------- | ------------------------------------------- | --- |
| Performing Music from the Subterraneans       | - Релиз: 1960 - Лейбл: MGM Records          | Саундтрек к фильму «Подземные» 1960 года; Макрей исполняет песню «Coffee Time». |
| Play Dave Brubeck’s Points on Jazz            | - Релиз: 1961 - Лейбл: Columbia Records     | Альбом дуэта «Голд и Фицдейл»; Макрей исполняет песню «There’ll Be No Tomorrow». |
| The Real Ambassadors                          | - Релиз: 1962 - Лейбл: Columbia Masterworks | Саундтрек к одноимённому мюзиклу; Макрей выступает в качестве одной из солисток. |
| Hotel — Original Motion Picture Sound Track   | - Релиз: 1966 - Лейбл: Warner Bros. Records | Саундтрек к фильму «Отель» 1966 года; Макрей исполняет песни «This Year» и «Hotel». |
| Billie Holiday Revisited By                   | - Релиз: 1974 - Лейбл: Mainstream Records   | Трибьют-альбом Билли Холидей; Макрей исполняет: «Don’t Explain», «No More» и «Miss Brown to You». |
| Sessions, Live                                | - Релиз: 1976 - Лейбл: Calliope             | Альбом архивных записей; треки Макрей: «My Funny Valentine» и «Exactly Like You». |
| Ella Fitzgerald and Billie Holiday at Newport | - Релиз: 1958 - Лейбл: Verve Records        | Концертный альбом Эллы Фицджеральд и Билли Холидей; Макрей появляется на треках с 17 по 24 в качестве вокалистки или пианистки.                                                                             |
| Ladies of Jazz                                | - Релиз: 1984 - Лейбл: Astan                | Бокс-сет из шести пластинок, включающий записи Билли Холидей, Сары Вон, Эллы Фицджеральд, Джун Кристи, Кармен Макрей и Этель Уотерс; пластинка Макрей имеет подзаголовок Live in Concert (всего 11 треков). |